# 抱湖園
抱湖園（ほうこえん）は、千葉県南房総市にある景勝地（花木園）である。千葉県の県の花である菜の花及び緋寒桜（元朝桜）の鑑賞地。「桜まつり」で有名な寒桜の名所。抱湖園見晴台はちば眺望100景に指定されている。

## 概要
千葉県南房総市和田町花園に位置し、農業用の溜地を抱くように石を積んで作り上げたことから「抱湖園」と名付けられている。
南房総市和田町（旧：和田町）が全国有数の花の産地として知られる基礎を作った間宮七郎平が「花木の郷」、「花園という地名にふさわしい桃源郷」として手掛けた場所。
昭和初期の不況にもめげず当時の花栽培にとって数々の偉業を成し遂げ、1933年（昭和8年）、新たに花木の山岳栽培に乗り出した。七郎平は従業員とともにみずから鍬を握り、和田町花園の裏山の堰の周りを開墾し始め、 抱湖園の完成へと至る。周辺には浜千鳥の歌碑、花畑、長者川などがある。
1月末から椿、山茶花、梅、水仙などが次々に開花し、ほか枇杷や蘇鉄など数十種が植えられている。特にピンク色の濃い緋寒桜が有名で、河津桜とともに早咲き桜として南房総随一の桜の名所として知られる。また、旧暦の元旦の朝に桜が咲くことから「元朝桜」とも呼ばれている。
桜や梅が多いことからメジロやヒヨドリなどの野鳥観察スポットともなっている。四季を通じての自然鑑賞地ともなっている。
房総丘陵（嶺岡山地）の山の一つである標高266.6mの烏場山（新日本百名山）への花嫁街道ハイキングコース出発点ともなっている。

## 祭事
2月頃には抱湖園およびその周辺において恒例行事である「抱湖園 さくらまつり」が開催され、一足早い春の訪れを楽しむことができる。
琴演奏、祭囃子演奏、篠笛演奏などの演奏や、紙芝居、書道作品展示など様々なイベントが行われる。模擬店も出店されている。
会場周辺は車両通行止めとなっている。雨天中止。

## 施設

### 抱湖園見晴台
「ちば眺望100景」指定の観光名所。太平洋沿いの海岸線が弧を描いている様子や、花栽培のハウスなどが見渡せる。

### その他
- トイレ設備あり

## 交通

### 公共交通機関
- JR内房線「和田浦駅」下車、徒歩25分

### 自動車
- 東京湾アクアライン･館山自動車道「君津IC」から房総スカイライン･鴨川有料道路経由で、約60分
- 国道128号線沿いに市営駐車場あり（無料）